# Xylosma maidenii

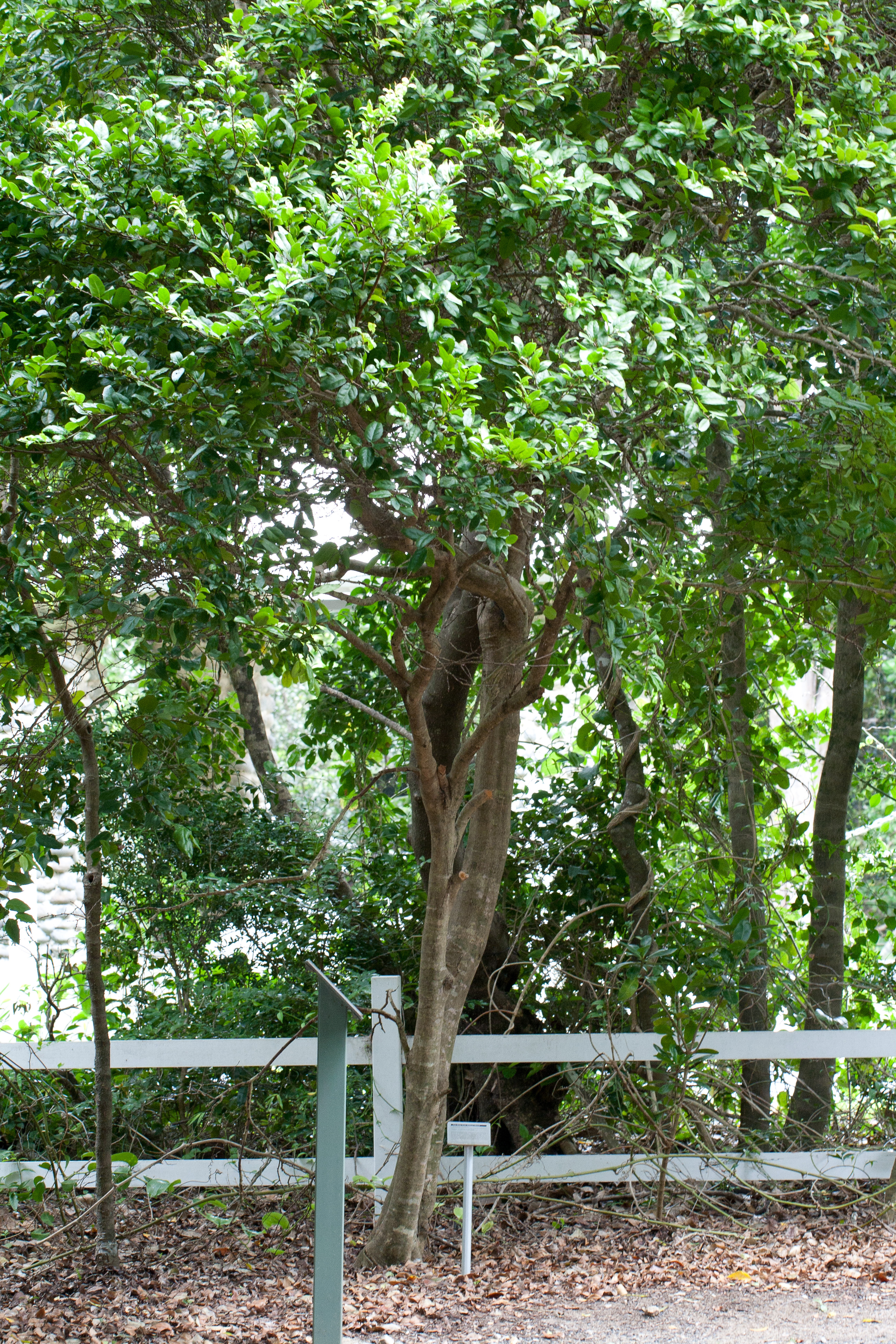
Xylosma maidenii

Xylosma maidenii, comummente conhecida como A Árvore Navio ou madeira shitum, é uma pequena árvore do género Xylosma e da família Salicaceae, endêmica de florestas de terras baixas da Ilha de Lord Howe no Mar da Tasmânia, Austrália. As árvores macho e fêmea, e a floração ocorre de Dezembro a Maio. As flores são pequenas e desenvolvem-se para uma fruta de cor roxa/preta que aparece directamente dos galhos. Quando cortada, a madeira tem odor.